# Juan Komar
Juan Komar, né le 13 août 1996 à Rosario en Argentine, est un footballeur argentin qui évolue au poste de défenseur central au CA Huracán, en prêt de Rosario Central.

## Biographie

### Boca Juniors
Natif de Rosario en Argentine, Juan Komar est formé à Boca Juniors. Il fait ses débuts en équipe première le 2 novembre 2014 à l'occasion d'un match de championnat perdu par Boca face à San Lorenzo (2-0).
Il inscrit son premier but le 27 février 2015 lors de la victoire en Copa Libertadores de Boca Juniors sur Montevideo Wanderers (2-1).

### Talleres
Le 9 janvier 2016 Juan Komar est prêté au CA Talleres, club de deuxième division d'Argentine. Il joue son premier match avec son nouveau club le 13 février 2016 lors de la victoire de son équipe contre le Club Villa Dálmine (es) (2-1). Komar participe à la montée du club en première division lors de cette saison. Il est définitivement transféré à Talleres en juillet 2016.
Le 7 novembre 2017, Juan Komar prolonge jusqu'en 2023 avec Talleres.
Il est nommé capitaine du CA Talleres après le départ à la retraite de Pablo Guiñazú.

### Rosario Central
Le 18 février 2022, Juan Komar s'engage en faveur du Rosario Central.
Le 3 février 2023, Komar inscrit son premier but pour Rosario Central, lors d'une rencontre de championnat face au CA Tigre. Titulaire, il ouvre le score de la tête sur un service de Francis Mac Allister (en). Les deux équipes se partagent les points ce jour-là (2-2 score final),.